# Anunitu
Anunitu (wcześniej Annunitum) – babilońska bogini, związana głównie z narodzinami dziecka. W mieście Agade Annunitum i Ulmaszitum były dwiema postaciami czczonej tam bogini Inany. Annunitum była też bóstwem opiekuńczym miasta Sippar-Amnanum (wsp. Tell ed-Der), znanego też jako Sippar-Annunitum (w późniejszych źródłach Sippar-Anunitu) - „Sippar (bogini) Annunitum”. W mieście tym znajdowała się poświęcona jej świątynia zwana E-ulmasz (sum. é.ul.maš). W okresie późniejszym Anunitu jako nazwa gwiazdozbioru odnosiła się do północno-wschodniej części konstelacji Ryb.